# Волосевич, Иван Иванович
Ива́н Ива́нович Волосе́вич (1909—1941) — советский военно-морской лётчик и политработник, участник советско-финской и Великой Отечественной войн, Герой Советского Союза (21.04.1940). Капитан (12.07.1941).

## Биография
Иван Волосевич родился 5 августа 1909 года в селе Тихны Картуз-Берёзовской волости Пружанского уезда Гродненской губернии (ныне село Берёзовского района Республики Беларусь) в русской рабочей семье.
После начала первой мировой войны семья эвакуировалась на Кубань. Окончил семь классов школы в посёлке Нефтегорск в 1927 году, рабфак в Краснодаре в 1930 году, поступил в Геологоразведочный институт в Москве и окончил его первый курс в 1931 году. С 1929 года состоял в ВКП(б).
В мае 1931 года был призван на службу в Красную Армию. В августе 1932 года он окончил 1-ю военную школу пилотов имени Мясникова, после чего направлен в Рабоче-Крестьянский Красный Флот служил в авиации Морских сил Чёрного моря: пилот и младший лётчик (с декабря 1933) 29-й авиаэскадрильи, с ноября 1934 — командир звена 24-й авиационной эскадрильи. В январе 1937 года был переведён в ВВС Балтийского флота: и. о. командира эскадрильи 42-го истребительного авиационного полка, с мая 1939 — помощник командира 12-й отдельной эскадрильи, с сентября 1939 — военный комиссар 13-й отдельной авиационной эскадрильи 61-й истребительной авиабригады ВВС Балтийского флота.
С декабря 1939 года принимал участие в советско-финской войне. Военный комиссар 13-й авиаэскадрильи батальонный комиссар И. И. Волосевич особо отличился в боях, совместно с командиром эскадрильи капитаном Георгием Губановым участвовал в разработке планов боевых действий подразделения, обучал лётчиков. Будучи «воюющим политработником», имел огромный авторитет в эскадрилье и постоянно вылетал на боевые задания.
За время войны он совершил 69 боевых вылетов, в ходе которых сбил 4 финских самолёта (по данным советской стороны), из этого числа побед достоверно подтверждается одни личная победа в бою 19 февраля 1940 года, когда Волосевич сбил финский «Гладиатор». Штурмовыми ударами уничтожил 4 зенитных пулемёта, 2 вагона с грузами на станции Койвисто и другие цели. Воевал на истребителе И-15 бис.
Указом Президиума Верховного Совета СССР от 4 апреля 1940 года за «отличие в боях, личную храбрость и отлично организованную в боевой обстановке партийно-политическую работу» батальонный комиссар Иван Иванович Волосевич был удостоен звания Героя Советского Союза с вручением ордена Ленина и медали «Золотая Звезда» за номером 364. Этим же указом звания Героя был удостоен и командир эскадрильи Г. П. Губанов. Эскадрилья была награждена орденом Красного Знамени.
В конце 1940 года был направлен на Высшие курсы усовершенствования командного состава авиации ВМФ (Новый Петергоф), из которых был досрочно выпущен уже после начала Великой Отечественной войны в конце июня 1941 года. 
С начала июля 1941 года — на фронтах Великой Отечественной войны. С июля 1941 года был заместителем командира эскадрильи 32-го истребительного авиационного полка ВМФ (62-я истребительная авиабригада, ВВС Черноморского флота). С августа 1941 года воевал в должности заместителя командира 11-го истребительного авиаполка ВВС Черноморского флота. С 22 сентября 1941 года полк вёл боевую работу в составе Фрайдорфской авиагруппы ВВС Черноморского флота. Летал на истребителях МиГ-3, И-16, И-5, Р-5 и КОР-1. 30 сентября 1941 года капитан И. И. Волосевич погиб при катастрофе самолёта У-2 над Чёрным морем в 2―3 милях на траверзе посёлка Кача.

## Награды и звания
Награждён орденом Ленина (21.04.1940), орденом Красного Знамени (7.02.1940).

## Память

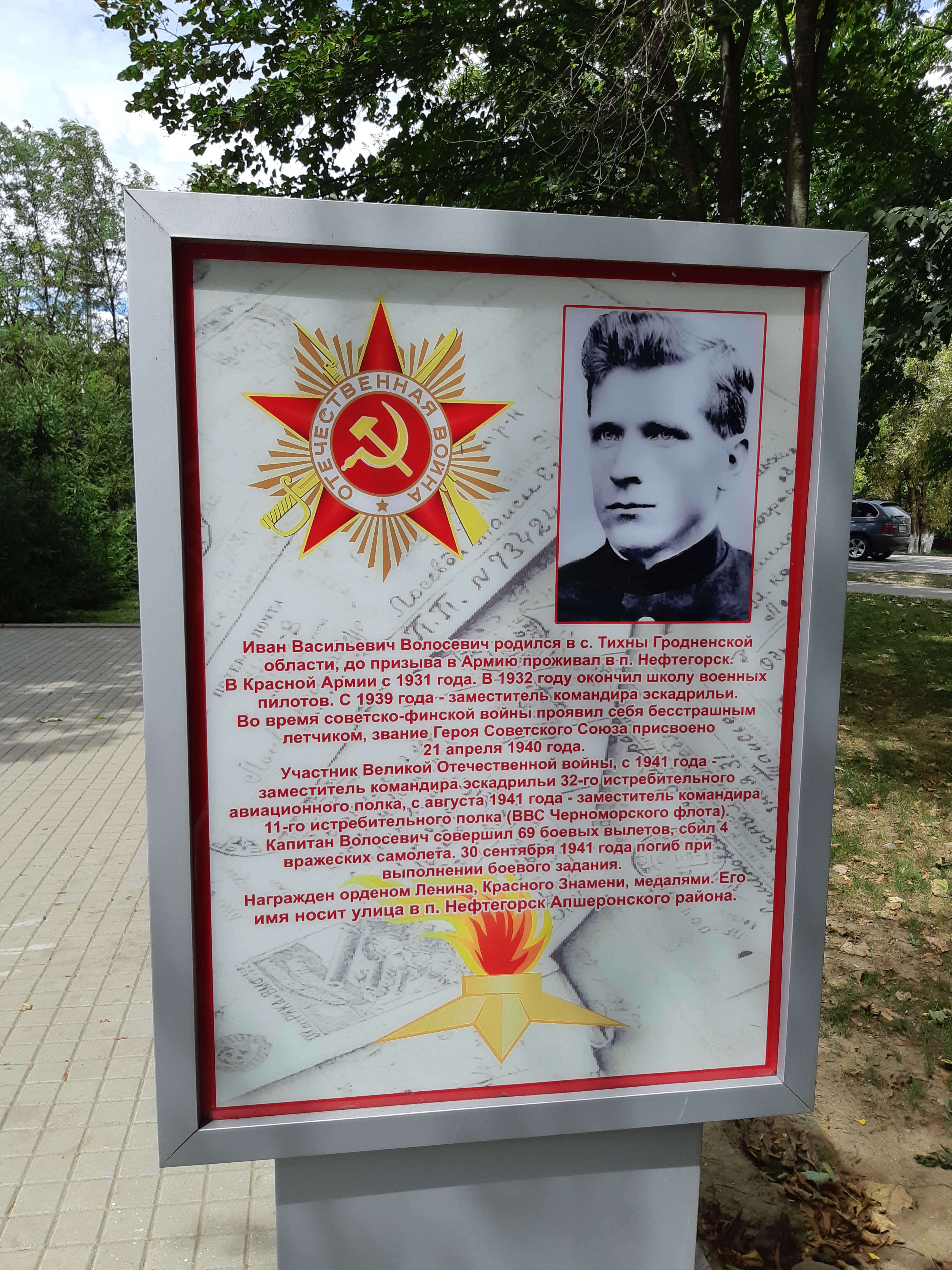
Волосевич Иван Иванович

- Имя Героя высечено золотыми буквами в зале Славы Центрального музея Великой Отечественной войны в Парке Победы города Москвы.
- В честь Волосевича названа улица в посёлке Тихны Березовского района Брестской области, в городе Берёза.
- Именем Волосевича названа улица в посёлке Нефтегорск Апшеронского района Краснодарского края[8].
- В Апшеронске на Аллее Славы установлен памятный знак Герою.
- Мемориальная доска в честь Героя в Тихны Березовского района Брестской области.
- Согласно распоряжению Берёзовского районного исполнительного комитета №1198 от 14 августа 2023 года средней школе в аг. Первомайская Березовского района Брестской области присвоено имя Героя Советского Союза Ивана Ивановича Волосевича.
- В аг. Первомайская Березовского района Брестской области ежегодно проводится волейбольный турнир памяти Героя Советского Союза Ивана Волосевича.
- 1 сентября 2023 года в городе Берёза проведена церемония гашения художественного маркированного конверта «Валасевіч Іван Іванавіч (1909–1941)» из серии «Герои Советского Союза»[9].